# Saw XI
Saw XI era la próxima película de terror, gore y thriller estadounidense escrita por Patrick Melton y Marcus Dunstan, y dirigida por Kevin Greutert. Producida por Twisted Pictures y distribuida por Lionsgate, era la undécima entrega de la franquicia Saw y una secuela directa de Saw X (2023). Este proyecto tuvo conflictos de producción y de ideas sobre el guion que hicieron que esta película no se pudiera realizar. Otro problema que tuvo la producción  fue la edad de Tobin Bell (Jigsaw) ya que según los directores, el actor está muy viejo para poder actuar como John kramer.  
Su estreno Iba a ser para el 26 de septiembre de 2025.Pero el lunes 17 de marzo de ese mismo año, se dio a conocer de manera oficial que Saw XI ha sido cancelada. Se dice que la saga de SAW podría ser vendida a otra productora para que puedan hacer un reboot de la misma.

## Sinopsis
Según uno de los productores del proyecto, Oren Cowles, la película tendrá lugar inmediatamente después de los acontecimientos mostrados en Saw 10:

"Cecilia sigue con vida, y John y Amanda aún están en un país extranjero (México), así que, para mí, sería naturalmente el lugar para continuar al menos la siguiente (película)"
–Oren Koules, productor de Saw X.

## Producción

### Antecedentes
En diciembre de 2023, Lionsgate anunció el inicio de la producción de una nueva película de la saga Saw con fecha de estreno el 27 de septiembre de 2024 tras el éxito de la anterior obra Saw X. La saga vuelve así al ritmo de estreno anual que tenía en los años 2000. Los guionistas Josh Stolberg y Pete Goldfinger, que trabajaron en las tres películas anteriores estrenadas entre 2017 y 2023, anuncian sin embargo que no escribirán la película.
En febrero de 2024, Kevin Greutert fue anunciado como director, firmando así su cuarta aportación a la saga detrás de la cámara.

## Estreno
El estreno de esta película fue cancelada hasta nuevo aviso.